# Kulya, Heggadadevankote
Kulya là một làng thuộc tehsil Heggadadevankote, huyện Mysore, bang Karnataka, Ấn Độ.